# 国際高等研究所
公益財団法人国際高等研究所（こくさいこうとうけんきゅうじょ、International Institute for Advanced Studies）は、産・官・学の協力のもとに、先進的な研究分野・課題に関して研究を行っている公益法人。関西文化学術研究都市にある研究機関。元文部科学省所管。

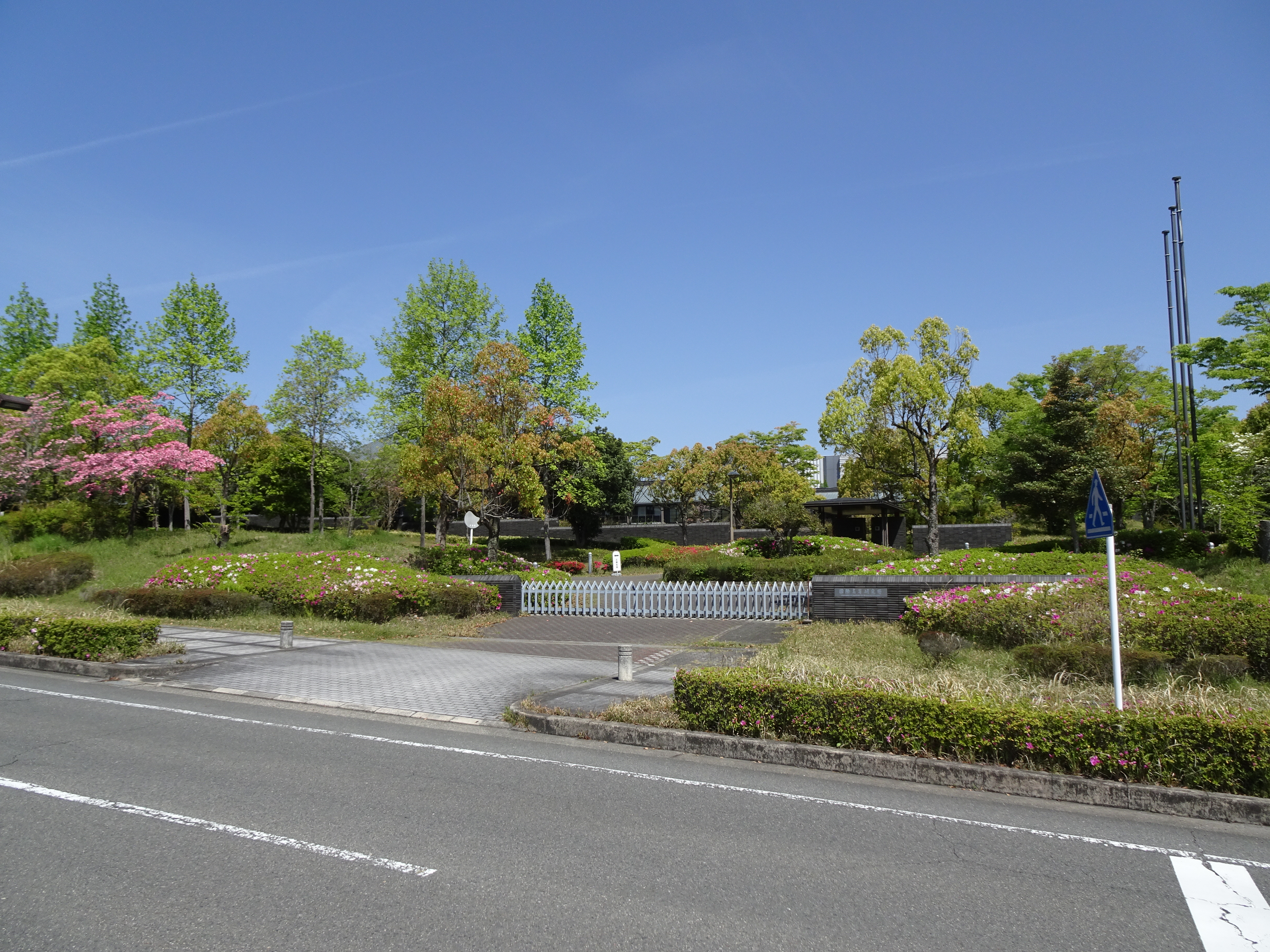
国際高等研究所

## 概要
- 所在地：京都府木津川市木津川台9丁目3番地

現在、その研究事業の大半は「人類社会の調和的発展のための問題解決の統合システム創造に係る基礎研究」という研究テーマに対して与えられた文部科学省の科学研究費特定奨励費によって運営されている。

## 組織

### 現体制
- 理事長：森詳介 (元関西電力会長)

### 設立以来の副所長経験者
- 埴原和郎、岡田益吉、北川善太郎、井口洋夫、松原謙一、中川久定、川北稔、天野文雄、田中成明、蔵本由紀、小泉潤二、位田隆一ほか

## 歴代所長一覧
| 代    | 氏名       | 在任時期               | 専門分野                                             | 備考                                                   |
| ----- | ---------- | ---------------------- | ---------------------------------------------------- | ------------------------------------------------------ |
| 初代  | 岡本道雄   | 1990年04月 - 1994年3月 | 脳神経解剖学                                         | 京都大学元総長、京都大学名誉教授                       |
| 第2代 | 小田稔     | 1994年04月 - 1996年3月 | 宇宙線物理学・X線天文学                              | 理化学研究所元理事長                                   |
| 第3代 | 沢田敏男   | 1996年04月 - 2001年3月 | 農業土木・ダム工学                                   | 京都大学元総長、京都大学名誉教授                       |
| 第4代 | 金森順次郎 | 2001年04月 - 2009年3月 | 磁性学                                               | 大阪大学元総長、大阪大学名誉教授                       |
| 第5代 | 尾池和夫   | 2009年04月 - 2013年3月 | 地震学                                               | 京都大学前総長、京都大学名誉教授                       |
| 第6代 | 志村令郎   | 2013年04月 - 2015年3月 | 分子生物学                                           | 京都大学名誉教授                                       |
| 第7代 | 長尾真     | 2015年04月 - 2018年3月 | 自然言語処理、情報工学、画像処理                     | 京都大学元総長、京都大学名誉教授                       |
| 第8代 | 松本紘     | 2018年04月 - 現職      | 宇宙プラズマ物理学、宇宙電波科学、宇宙エネルギー工学 | 理化学研究所前理事長、京都大学前総長、京都大学名誉教授 |